# Oenoptila atripunctaria
Oenoptila atripunctaria là một loài bướm đêm trong họ Geometridae.